# رولينغ هيلز
رولينغ هيلز (بالإنجليزية: Rolling Hills, Kentucky)‏ هي مدينة تقع في مقاطعة جيفيرسون بولاية كنتاكي في وسط جنوب شرق الولايات المتحدة. تبلغ مساحة هذه المدينة 0.5 (كم²)، وترتفع عن سطح البحر 198 م، بلغ عدد سكانها 907 نسمة في عام 2000 حسب إحصاء مكتب تعداد الولايات المتحدة وتصل الكثافة السكانية فيها 1979.5 نسمة/كم2.

## التركيبة السكانية
حدّد مكتب تعداد الولايات المتحدة بيانات التركيبة السكانية لرولينغ هيلز في تعداد الولايات المتحدة. في ما يلي، التركيبة السكانية حسب تعدادي 2000 و2010.

### تعداد عام 2000
بلغ عدد سكان رولينغ هيلز 907 نسمة بحسب تعداد عام 2000، وبلغ عدد الأسر 385 أسرة وعدد العائلات 260 عائلة مقيمة في المدينة. في حين سجلت الكثافة السكانية 1,851 نسمة لكل كيلومتر مربع (4,794.1/ميل2). وبلغ عدد الوحدات السكنية 400 وحدة بمتوسط كثافة قدره 816.3 لكل كيلومتر مربع (2,114.2/ميل2).
وتوزع التركيب العرقي للمدينة بنسبة 90.74% من البيض و6.50% من الأمريكيين الأفارقة و0.33% من الأمريكيين الأصليين و1.54% من الأمريكيين ذوي الأصول الآسيوية و0.22% من الأعراق الأخرى و0.66% من عرقين مختلطين أو أكثر و0.33% من الهسبانيون أو اللاتينيون من أي عرق.
بلغ عدد الأسر 385 أسرة كانت نسبة 31.2% منها لديها أطفال تحت سن الثامنة عشر تعيش معهم، وبلغت نسبة الأزواج القاطنين مع بعضهم البعض 53% من أصل المجموع الكلي للأسر، ونسبة 11.4% من الأسر كان لديها معيلات من الإناث دون وجود شريك،  بينما كانت نسبة 3.1% من الأسر لديها معيلون من الذكور دون وجود شريكة وكانت نسبة 32.5% من غير العائلات. تألفت نسبة 28.3% من أصل جميع الأسر من عدة أفراد يعيشون في نفس المنزل ونسبة 9.1% كانت تتألف من شخص يعيش بمفرده يبلغ من العمر 65 عاماً أو أكثر. وبلغ متوسط حجم الأسرة المعيشية 2.36، أما متوسط حجم العائلات فبلغ 2.90.
بلغ العمر الوسطي للسكان 38.7 عاماً. وكانت نسبة 22.2% من القاطنين تحت سن الثامنة عشر، وكانت نسبة 6.8% بين الثامنة عشر والرابعة والعشرين عاماً، ونسبة 32.9% كانت واقعةً في الفئة العمرية ما بين الخامسة والعشرين والرابعة والأربعين عاماً، ونسبة 25.1% كانت ما بين الخامسة والأربعين والرابعة والستين، ونسبة 13% كانت ضمن فئة الخامسة والستين عاماً فما فوق. يوجد لكل 100 أنثى 87.8 ذكر، ويوجد لكل 100 أنثى في الثامنة عشر من عمرها فما فوق 84.8 ذكر.
بلغ متوسط دخل الأسرة في المدينة 51,071 دولارًا، أما متوسط دخل العائلة فبلغ 57,375 دولارًا. وكان متوسط دخل الذكور 40,395 دولارًا مقابل 28,375 دولارًا للإناث. وسجل دخل الفرد الخاص بالمدينة 25,037 دولارًا. وكانت نسبة 2.8% من العائلات ونسبة 3.3% من السكان تحت خط الفقر، وكان من هؤلاء نسبة 7% تحت سن الثامنة عشر ونسبة 5.6% في الخامسة والستين من العمر وما فوق.

### تعداد عام 2010
بلغ عدد سكان رولينغ هيلز 959 نسمة بحسب تعداد عام 2010، وبلغ عدد الأسر 406 أسرة وعدد العائلات 251 عائلة مقيمة في المدينة. في حين سجلت الكثافة السكانية 1,957.1 نسمة لكل كيلومتر مربع (5,068.9/ميل2). وبلغ عدد الوحدات السكنية 432 وحدة بمتوسط كثافة قدره 881.6 لكل كيلومتر مربع (2,283.3/ميل2).
وتوزع التركيب العرقي للمدينة بنسبة 81.96% من البيض و11.05% من الأمريكيين الأفارقة و0.52% من الأمريكيين الأصليين و1.77% من الأمريكيين ذوي الأصول الآسيوية و0.21% من سكان جزر المحيط الهادئ و2.61% من الأعراق الأخرى و1.88% من عرقين مختلطين أو أكثر و6.78% من الهسبانيون أو اللاتينيون من أي عرق.
بلغ عدد الأسر 406 أسرة كانت نسبة 29.3% منها لديها أطفال تحت سن الثامنة عشر تعيش معهم، وبلغت نسبة الأزواج القاطنين مع بعضهم البعض 44.1% من أصل المجموع الكلي للأسر، ونسبة 13.8% من الأسر كان لديها معيلات من الإناث دون وجود شريك،  بينما كانت نسبة 3.9% من الأسر لديها معيلون من الذكور دون وجود شريكة وكانت نسبة 38.2% من غير العائلات. تألفت نسبة 30.8% من أصل جميع الأسر من عدة أفراد يعيشون في نفس المنزل ونسبة 10.8% كانت تتألف من شخص يعيش بمفرده يبلغ من العمر 65 عاماً أو أكثر. وبلغ متوسط حجم الأسرة المعيشية 2.36، أما متوسط حجم العائلات فبلغ 2.98.
بلغ العمر الوسطي للسكان 38.8 عاماً. وكانت نسبة 21.9% من القاطنين تحت سن الثامنة عشر، وكانت نسبة 7.4% بين الثامنة عشر والرابعة والعشرين عاماً، ونسبة 29.1% كانت واقعةً في الفئة العمرية ما بين الخامسة والعشرين والرابعة والأربعين عاماً، ونسبة 27.7% كانت ما بين الخامسة والأربعين والرابعة والستين، ونسبة 13.9% كانت ضمن فئة الخامسة والستين عاماً فما فوق. وتوزع التركيب الجنسي للسكان بنسبة 46.9% ذكور و53.1% إناث.

## وصلات خارجية
- The US50 - Cities and Towns in Kentucky State